# إمتريسيتابين/ريلبيفيرين/تينوفوفير
إمتريسيتابين/ريلبيفيرين/تينوفوفير (اسمه التجاري كومبليرا أو إفيبليرا) هو دواء مركب ذو جرعة ثابتة يتكون من 3 من مضادات الفيروسات القهقرية وهي:
- إمتريسيتابين
- ريلبيفيرين
- تينوفوفير

يستخدم لعلاج عدوى فيروس العوز المناعي البشري.
طورت الدواء كلا من غيلياد ساينسز وتيوبوتك (التي تتبع جونسون آند جونسون) وحصل على ترخيص إدارة الغذاء والدواء في آب 2011 وترخيص وكالة الأدوية الأوروبية في تشرين الثاني 2011 ليستخدم للمرضى الذين يعانون من متلازمة العوز المناعي المكتسب غير المعالجين سابقا.